# Тасман (регион)
Тасман (англ. Tasman) — один из регионов Новой Зеландии. Расположен на севере Южного острова, на северо-востоке располагается одноимённый залив Тасман. По своему административному строению представляет собой так называемый унитарный регион. Региональная администрация располагается в городе Ричмонд.